# Gaetano Emanuele Bava di San Paolo
Gaetano Emanuele Bava di San Paolo (Fossano, 7 agosto 1737 – Torino, 17 luglio 1829) è stato un letterato e scrittore italiano.

## Biografia
Originario di una famiglia nobile legata ai Savoia. Intraprese una breve carriera militare, seguita da un periodo di viaggi, dopo il quale si ristabilì in Piemonte, dove si interessò alla vita culturale.
Nel 1776 fondò la conversazione Sampaolina, una riunione letteraria che si svolgeva tre volte alla settimana nella sua casa, alla quale presero parte importanti personaggi dell'epoca, tra cui Carlo Denina, Gian Francesco Galeani Napione e Tommaso Valperga Caluso, conservatori che sostenevano le idee di Bacone senza rinunciare all'importanza della storia e della letteratura. La conversazione fu frequentata occasionalmente anche da Vittorio Alfieri.
Nel 1777 fu tra i fondatori dell'Accademia fossanese, con Giuseppe Muratori e Guglielmo Della Valle.

## Opere
- Il bello e il bello visibile (in Poemetti italiani, Pane e Barberis, Torino 1797)
- Canzoni petrarchesche, Torino, Stamperia reale, senza data
- Prospetto storico-filosofico delle vicende e dei progressi delle scienze, arti e costumi dal secolo undecimo dell' era cristiana fino al secolo decimottavo, 5 volumi, Morano e Favale, Torino, 1816

Fu anche traduttore di testi di Orazio, Klopstock e Pope.